# The Punisher (serie televisiva)
Marvel's The Punisher, nota semplicemente come The Punisher, è una serie televisiva statunitense ideata da Steve Lightfoot e basata sull'omonimo personaggio dei fumetti Marvel Comics. La serie è uno spin-off di Daredevil (2015-2018) ed è prodotta dalla Marvel Television in associazione con ABC Studios, con Lightfoot nel ruolo di showrunner.
Jon Bernthal interpreta il protagonista Frank Castle / The Punisher, riprendendo il ruolo dalla seconda stagione di Daredevil. Fanno parte del cast principale anche Ben Barnes, Ebon Moss-Bachrach e Amber Rose Revah. Lo sviluppo della serie cominciò nel gennaio 2016. Nell'aprile 2016 Marvel e Netflix annunciarono ufficialmente la serie, confermando inoltre il ritorno di Bernthal nel ruolo e Lightfoot come showrunner e produttore esecutivo. Le riprese sono iniziate a New York nell'ottobre 2016. Tutti gli episodi della prima stagione sono stati distribuiti il 17 novembre 2017 su Netflix in tutti i territori in cui il servizio è disponibile, anche in risoluzione 4K.
A dicembre del 2017 la serie è stata rinnovata per una seconda stagione, le cui riprese sono iniziate nel marzo 2018 a New York. È stata pubblicata il 18 gennaio 2019. 
A febbraio 2019 la serie viene ufficialmente cancellata.

## Trama
Dopo aver vendicato la morte della sua famiglia, Frank Castle, noto come The Punisher, scopre una cospirazione che va ben oltre il mondo criminale di New York City.

## Episodi
| Stagione         | Episodi | Pubblicazione |
| ---------------- | ------- | ------------- |
| Prima stagione   | 13      | 2017          |
| Seconda stagione | 13      | 2019          |

## Personaggi e interpreti

### Principali
- Frank Castle / The Punisher (stagione 1-2) interpretato da Jon Bernthal, doppiato da Simone D'Andrea:
Un veterano di guerra pluridecorato dello U.S. Marine Corps che in seguito al brutale omicidio della sua famiglia diventa uno spietato vigilante, determinato a ripulire dal crimine le strade di New York.[6]
- Billy Russo / Jigsaw (stagione 1-2) interpretato da Ben Barnes, doppiato da Emiliano Coltorti:
migliore amico di Castle nell'esercito e direttore della "Anvil", una compagnia militare privata che si rivela essere coinvolto con Rawlings nell'omicidio della famiglia di Frank, dopo aver ucciso tutti i coinvolti, Castle inizia a dargli la caccia sfigurandogli la faccia e lasciandolo senza ricordi trasformandosi in"Mosaico", fuggito scopre che il Punitore era responsabile delle sue sofferenze cominciò così a dargli la caccia formando una sua gang e dopo aver fallito nell'intento fu ucciso da Frank.[1]
- David Lieberman / Micro (stagione 1) interpretato da Ebon Moss-Bachrach, doppiato da Andrea Devenuti:
un ex-analista dell'NSA che aiuta Castle.[1] Micro è stato inizialmente menzionato nella seconda stagione di Agents of S.H.I.E.L.D..[7]
- Karen Page (stagione 1, guest star stagione 2) interpretata da Deborah Ann Woll, doppiata da Eleonora Reti:
assistente di Matt Murdock che diventa amica di Castle dopo averlo aiutato con il suo caso. Deborah Ann Woll riprende il ruolo da Daredevil.[8]
- Dinah Madani (stagione 1-2), interpretata da Amber Rose Revah, doppiata da Letizia Scifoni: un'agente dell'Homeland Security sulle tracce di Castle.[1]
- Lewis Wilson (stagione 1), interpretato da Daniel Webber, doppiato da Alessandro Campaiola: un giovane veterano che fatica a reinserirsi nella società.[9]
- Curtis Hoyle (stagione 1-2), interpretato da Jason R. Moore, doppiato da Andrea Ward: un amico di Frank Castle.[9]
- William Rawlins / Agente Orange (stagione 1), interpretato da Paul Schulze, doppiato da Alessandro Quarta[10]: un importante membro della CIA le cui operazioni si scontrano con quelle di Frank Castle.[9]
- Sarah Lieberman (stagione 1), interpretata da Jaime Ray Newman, doppiata da Ilaria Latini: la moglie di Micro.[9]
- Sam Stein (stagione 1), interpretato da Michael Nathanson, doppiato da Francesco Venditti: un agente dell'Homeland Security e partner di Dinah Madani.[9]
- Amy Bendix (stagione 2), interpretata da Giorgia Whigham, doppiata da Giulia Catania.
- John Pilgrim (stagione 2), interpretato da Josh Stewart, doppiato da Andrea Lavagnino: ex-gangster con un oscuro passato alle spalle che ha deciso di cambiare vita diventato un buon fondamentalista cattolico, ma il rapimento dei figli da parte degli Schultz lo costringe a lavorare per loro come sicario
- Krista Dumont (stagione 2) interpretata da Floriana Lima, doppiata da Irene Di Valmo.

### Ricorrenti
- Farah Madani, interpretata da Shohreh Aghdashloo: la madre di Dinah Madani.[11]
- Mitchell Ellison, interpretato da Geoffrey Cantor: editore del New York Bulletin e capo di Karen. Cantor riprende il ruolo da Daredevil.
- Carson Wolf, interpretato da C. Thomas Howell: un agente della Homeland Security, supervisore di Madani e Stein.
- Rafael "Rafi" Hernandez, interpretato da Tony Plana: direttore delle operazioni della Homeland Security e mentore di Madani.
- Maggiore Ray Schoonover, interpretato da Clancy Brown: ufficiale comandante di Castle in Afghanistan. Brown riprende il ruolo da Daredevil.
- Marion James, interpretata da Mary Elizabeth Mastrantonio.[12] Vicedirettore della CIA.
- Turk Barrett, interpretato da Rob Morgan. È un criminale che opera a Hell's Kitchen e ad Harlem. Morgan riprende il ruolo dalle precedenti serie Marvel/Netflix.[13]
- Clay Wilson, interpretato da Tim Guinee. Padre di Lewis Wilson.
- Brett Mahoney, interpretato da Royce Johnson, un sergente detective al quindicesimo distretto del NYPD. Johnson riprende il suo ruolo da Daredevil.

## Produzione

### Sviluppo
Nell'ottobre 2011 gli ABC Studios vendettero uno script per una potenziale serie sul Punitore alla Fox, che diede al progetto un ordine per un put pilot. Tuttavia nel maggio 2012 venne riportato che il progetto era stato messo da parte dalla Fox. L'anno seguente la Marvel riottenne i diritti cinematografici del personaggio dalla Lionsgate. Nel giugno 2015 venne annunciato che Jon Bernthal avrebbe interpretato Frank Castle / The Punisher nella seconda stagione di Marvel's Daredevil, serie televisiva parte di un accordo tra Marvel e Netflix che comprende anche Jessica Jones, Luke Cage, Iron Fist e la miniserie crossover The Defenders.
Nel gennaio 2016, ancor prima dell'uscita della seconda stagione di Daredevil, venne riportato che Netflix e Marvel erano al lavoro su un possibile spin-off incentrato sul Punitore e che erano in cerca di uno showrunner. Nell'aprile 2016 Netflix ordinò ufficialmente una prima stagione di 13 episodi di Marvel's The Punisher e annunciò che Steve Lightfoot sarebbe stato produttore esecutivo e showrunner della serie. Loeb e Jim Chory figurano tra i produttori esecutivi. Steve Lightfoot ha scritto i primi due episodi della serie.

### Casting

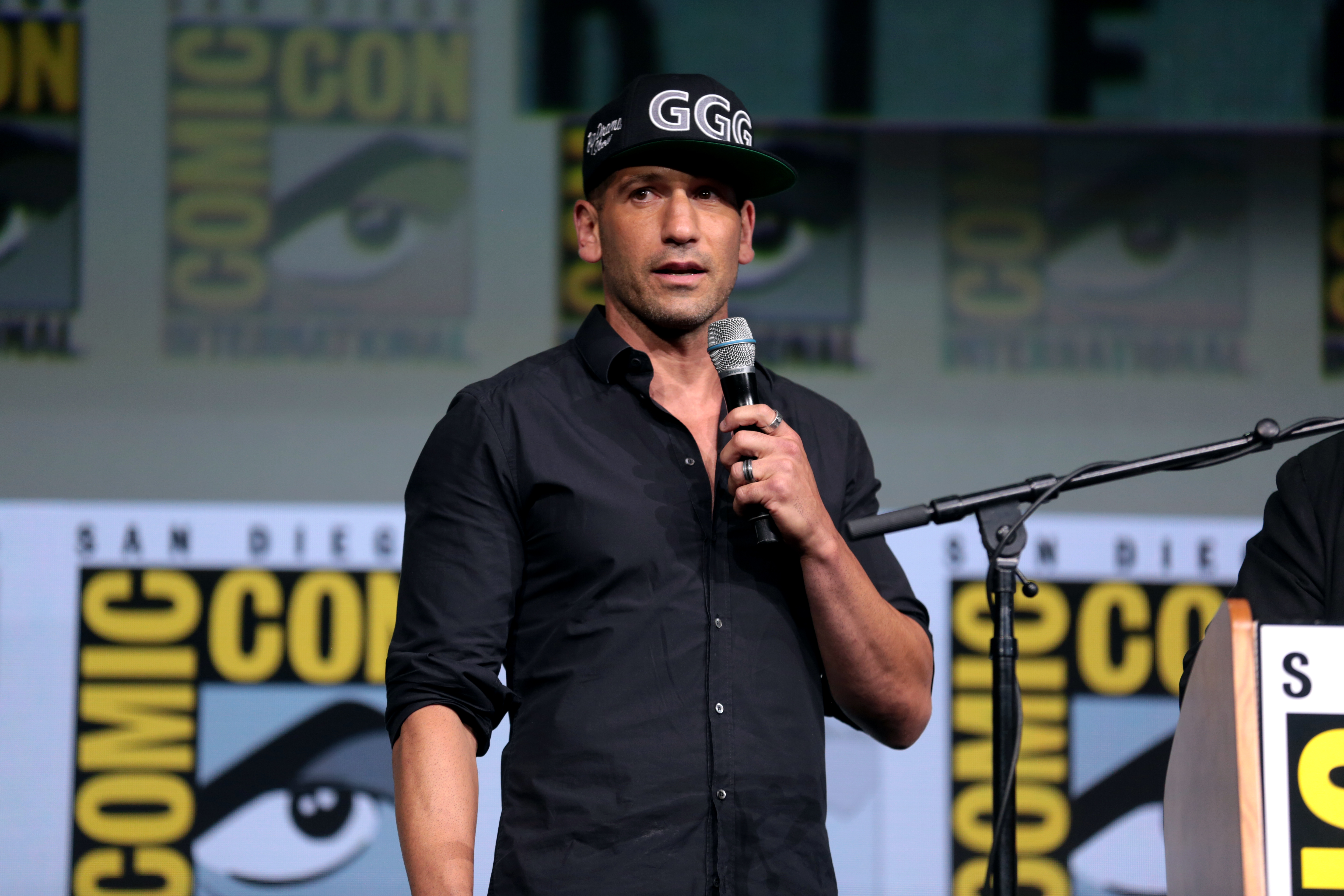
Jon Bernthal al San Diego Comic-Con International 2017 durante la presentazione della serie

Nel giugno 2015 Bernthal venne annunciato nel ruolo di Frank Castle, che appare nella seconda stagione di Daredevil. Nell'aprile 2016 venne confermato che avrebbe ripreso il ruolo nello spin-off. Nel settembre 2016 Ben Barnes entrò nel cast in un ruolo non specificato. Nell'ottobre 2016 Barnes venne confermato nel ruolo di Billy Russo, e si aggiunsero al cast Ebon Moss-Bachrach nel ruolo di Micro e Amber Rose Revah nel ruolo di Dinah Madani. Alla fine ottobre vennero annunciati ulteriori membri del cast: Daniel Webber nel ruolo di Lewis Walcott, Jason R. Moore nel ruolo di Curtis Hoyle, Paul Schulze nel ruolo di Rawlins, Jaime Ray Newman come Sarah Lieberman e Michael Nathanson nel ruolo di Sam Stein.
Deborah Ann Woll riprende il ruolo di Karen Page da Daredevil.
Nella seconda stagione entrano a far parte del cast Josh Stewart, Floriana Lima e Giorgia Whigham nei ruoli di John Pilgrim, Krista Dumont e Amy Bendix.

### Riprese
Le riprese cominciarono a inizio ottobre 2016 a Brooklyn, New York, con il titolo di lavorazione Crime, e terminarono nell'aprile 2017.
Il 10 marzo 2018 sono iniziate le riprese della seconda stagione.

### Colonna sonora
Nell'aprile 2017 venne annunciato che Tyler Bates avrebbe composto le musiche della serie.

## Promozione
Il primo teaser trailer della serie venne pubblicato nell'agosto 2017 insieme alla miniserie televisiva The Defenders. Il mese successivo venne pubblicato il trailer ufficiale.
Bernthal e altri membri del cast avrebbero dovuto presentare la serie al New York Comic Con 2017, ma l'incontro venne cancellato in seguito alla strage di Las Vegas del 1º ottobre 2017.

## Distribuzione
Nel corso dei mesi antecedenti alla distribuzione della serie la stampa del settore si interessò a The Punisher per via della mancanza di una data di uscita precisa, definendo la scelta "inusuale" da parte di Marvel e Netflix, che tendono a rivelare con largo anticipo la data di debutto delle loro serie per scopi promozionali. Diverse fonti riportarono che le due aziende avevano in mente una distribuzione a sorpresa della serie dopo il panel al New York Comic Con previsto il 7 ottobre 2017, ma la data di uscita venne posticipata in seguito alla strage di Las Vegas del 1º ottobre 2017 e alla conseguente cancellazione del panel stesso.
Il 28 febbraio 2022 (in alcuni Paesi il primo marzo), la serie è stata rimossa da Netflix insieme a tutte le serie della "Defenders saga", venendo spostate nello stesso anno sul Disney+ il 16 marzo negli Stati Uniti
e il 29 giugno in Italia.

## Accoglienza
Sull'aggregatore di recensioni Rotten Tomatoes la serie ha un indice di gradimento del 62%, con un voto medio di 6.82/10 basato su 55 recensioni. Su Metacritic la serie ha un voto medio di 55 su 100 basato su 20 recensioni.
La critica internazionale ha espresso giudizi discordanti sulla serie, ma unanimemente positivi sul cast e in particolare sulla interpretazione dell'attore protagonista. Variety parla molto bene della serie, sottolineando la bravura di Jon Bernthal: "Difficile immaginare un interprete migliore di Bernthal, che comunica in modo particolarmente fluido con silenzi impassibili. In definitiva, The Punisher oltre che soddisfacente è sorprendente […] offrendo più profondità e stimolo allo spettatore anche rispetto al mondo crudo di Jessica Jones". Il giudizio dell'Hollywood Reporter è piuttosto tiepido: "The Punisher ha momenti di eccitazione, momenti di violenza estrema e un ottimo cast al centro. È però anche noioso in ampie parti, mentre la trama è inaspettatamente trascurabile". Il Washington Post sottolinea una "rivincita" del personaggio nella sua versione tv, ben riuscita, rispetto alle prove cinematografiche fallimentari, prima di tutto per la prova efficace di Bernthal che "non ha bisogno né di indossare un teschio, né di avere un mitra, lui è già Punisher". E mette in chiaro le cose riguardo ai toni cruenti: "Questa è di gran lunga la serie Marvel Netflix con maggior violenza. Ci sono sangue, esecuzioni, sparatorie e sesso, tanto da renderla adatta a un pubblico maturo, ed è così che il personaggio va presentato".